# Katholikenrat
Der Katholikenrat (auch: Diözesanrat, Diözesansynodalrat, Diözesanrat der Katholiken, Gläubigenrat, Laienrat, Diözesankomitee) ist ein eigenständiges Gremium des sogenannten Laienapostolats auf der Ebene des Bistums.
Seine Mitglieder, Laien und Kleriker, kommen aus den Dekanats- und Pfarrgemeinderäten, aber auch aus den katholischen Verbänden, Organisationen und Initiativen.
Die einzelnen diözesanen Räte entsenden Delegierte in das Zentralkomitee der deutschen Katholiken, in Bayern auch in das Landeskomitee der Katholiken.

## Aufgaben
Er hat die Aufgabe, die Kräfte des Laienapostolates im Bistum zu fördern, zu koordinieren und zu bündeln. Er wirkt eigenverantwortlich in gesellschaftliche Bereiche hinein und arbeitet mit eigener Stimme am Wirken der Kirche in Gesellschaft und Welt mit. So vertritt er die Anliegen der Katholiken in der Öffentlichkeit und gibt Anregungen für deren Wirken in Kirche und Gesellschaft.

## Rechtliche Stellung
„Obwohl in seiner Tätigkeit autonom, ist der Diözesanrat dennoch auf die Anerkennung des Diözesanbischofs als des letztverantwortlichen Leiters der Diözese angewiesen, der für die Einheit und Unversehrtheit des Glaubens in der ihm anvertrauten Diözese zu sorgen hat. Diese rechtlich notwendige Anerkennung kann der Bischof auch verweigern oder wieder entziehen, aber nur aus rechtlich relevanten Gründen, die ausschließlich in einem schweren Verstoß gegen die kirchliche Glaubens- und/oder Rechtsordnung liegen können und in rechtlicher wie tatsächlicher Hinsicht nachweispflichtig sind. Ist ein solcher Verstoß nicht gegeben, kommt dem Diözesanrat gleichsam ein Rechtsanspruch auf die bischöfliche Anerkennung zu. Der Diözesanrat handelt also als autonomes Organ eigenständig, aber innerhalb der kirchlichen Rechtsvorgaben.“
„Der Diözesanrat wird im kirchlichen Gesetzbuch weder vorgeschrieben noch empfohlen, sondern überhaupt nicht erwähnt; er geht vielmehr auf eine Empfehlung des Zweiten Vatikanischen Konzils zurück:
‚In den Diözesen sollen nach Möglichkeit beratende Gremien eingerichtet werden, die die apostolische Tätigkeit der Kirche im Bereich der Evangelisierung und Heiligung, im caritativen und sozialen Bereich und in anderen Bereichen bei entsprechender Zusammenarbeit von Klerikern und Ordensleuten mit den Laien unterstützen‘ (AA 26).
Diese Empfehlung hat die ‚Gemeinsame Synode der Bistümer in der Bundesrepublik Deutschland‘ (1970–75) aufgegriffen und als ‚Anordnung‘ beschlossen, dass in den Diözesen ‚ein Gremium errichtet (wird), das das vom Diözesanbischof anerkannte Organ im Sinne des Konzilsdekrets über das Apostolat der Laien (Art. 26) ist‘.
Ins kirchliche Gesetzbuch von 1983 hat diese Empfehlung dagegen keinen Eingang gefunden, so dass der Diözesanrat dort keine direkte Rechtsgrundlage hat. Daraus ist aber nicht die Schlussfolgerung zu ziehen, dass er gar keine Rechtsgrundlage hätte, sondern nur, dass er lediglich eine allgemeine Rechtsgrundlage hat, nämlich die vereinsrechtliche Grundbestimmung mit folgendem Wortlaut:
‚Den Gläubigen ist es unbenommen, Vereinigungen für Zwecke der Caritas oder der Frömmigkeit oder zur Förderung der christlichen Berufung in der Welt frei zu gründen und zu leiten und Versammlungen abzuhalten, um diese Zwecke gemeinsam zu verfolgen‘ (c. 215).
Unterstützend kann in diesem Zusammenhang auch auf das Grundrecht und die Grundpflicht der Gläubigen hingewiesen werden, in dem, was das Wohl der Kirche betrifft, den geistlichen Hirten und den anderen Gläubigen ihre Meinung kundzutun (c. 212 § 3) sowie auf die Grundpflicht speziell der Laien, ‚als einzelne oder in Vereinigungen, mitzuhelfen, daß die göttliche Heilsbotschaft von allen Menschen auf der Welt erkannt und angenommen wird‘ (c. 225 § 1).
Da der Diözesanrat nicht explizit im kirchlichen Gesetzbuch genannt wird, gibt es auch keine gesamtkirchlichen Bestimmungen über dessen Einberufung und Vorsitz sowie über beratendes und entscheidendes Stimmrecht der Mitglieder; diese Fragen sind daher in der jeweiligen Satzung durch den Diözesanrat selbst zu regeln.“

## Unterschied zum Diözesanpastoralrat
Rechtlich gibt es deutliche Unterschiede zwischen Diözesanrat und Diözesanpastoralrat, wenn auch die konkrete Ausgestaltung in den einzelnen Diözesen verschieden ausfällt. Manchmal besteht ein eigener Rat (z. B. Erzbistum Freiburg), manchmal ist der Diözesanrat der Pastoralrat (z. B. Bistum Rottenburg-Stuttgart, wo der Diözesanrat die drei (!) Funktionen Katholikenrat, Pastoralrat und Kirchensteuervertretung umfasst, sog. „Rottenburger Modell“). Im Bistum Regensburg gibt es seit 2005 statt des Diözesanrats einen Pastoralrat nach can. 512ff. CIC und nur ein Diözesankomitee der Verbände.
Der Diözesanpastoralrat ist kein eigenständiges vereinsrechtliches Gremium, sondern ein abhängiges verfassungsrechtliches Beratungsorgan des Diözesanbischofs. Ebenfalls vom Zweiten Vatikanischen Konzil empfohlen (CD 27), ist seine Einrichtung im kirchlichen Gesetzbuch zwar nicht verbindlich vorgeschrieben, wohl aber angeraten (cc. 511–514).
Nach dem CIC besteht der Pastoralrat aus Klerikern und aus Laien, die so ausgewählt werden sollen, dass „sich in ihnen der ganze Teil des Gottesvolkes, der die Diözese ausmacht, wirklich widerspiegelt“ (Can. 512 §2). Dabei hat der Rat nur beratendes Stimmrecht (Can 514 §1) und die Aufgabe „unter der Autorität des Bischofs all das, was sich auf das pastorale Wirken in der Diözese bezieht, zu untersuchen, zu beraten und hierzu praktische Folgerungen vorzuschlagen.“ (Can. 511)